# De Weg (televisieserie)
De Weg is een Nederlandse televisieserie, geschreven en geregisseerd door Willy van Hemert, opgenomen in 1982 en tussen 10 januari en 28 maart 1983 uitgezonden door de KRO. De serie is helemaal op video opgenomen
De serie won in 1983 de Gouden Televizier-Ring.

## Verhaal
De serie gaat over het gezin van de wegenbouwer Frans van Steenderen. Van Steenderen (André van den Heuvel) en zijn vrouw Janny (gespeeld door Anne Wil Blankers) scheiden als hun zoon Arie (Sjoerd Pleijsier) nog maar een kind is (In het begin als kind gespeeld door Philip ten Bosch). Vader Van Steenderen stuurt zijn zoon naar een internaat voor zijn opleiding. Veel thema's in de serie, zoals een gebroken huwelijk en homoseksualiteit zijn in 1982 nog weinig gebruikt op televisie en liggen zeker bij de KRO erg gevoelig.

## Rolverdeling
- René van Asten - Scheikundeleraar
- Saskia ten Batenburg - Cootje Badings
- Anne Wil Blankers - Janny Lanphen - van Steenderen - Majoor
- Gerard Cox - Drs. De Vries
- Marlies Disch - Els van Benthum
- André van den Heuvel - Frans van Steenderen
- Gina Hobson - Erica
- Jan Hundling - Harm
- Kitty Janssen - Marie Zeegers - Vos
- Arie Kant - Erik van Benthem
- Anne Korterink - Mevrouw de Vries
- John Leddy - Schellekens
- Hugo Metsers - Thijs Lanphen
- Sjoerd Pleijsier - Arie van Steenderen
- Jan Retèl - Lex van Swaay
- Teddy Schaank - Mevrouw de Groot
- Huub Stapel - Jan Nieuwenhuis
- Jan Teulings De Groot
- Dick van den Toorn - Donald Maasland
- Peter Tuinman - Pastor Konings
- Ine Veen - Mevrouw Van Swaay
- Hetty Verhoogt
- Jeanne Verstraete - Hilletje van Steenderen
- Bram van der Vlugt - Wethouder Ruyssendael